# Bande dessinée néerlandaise

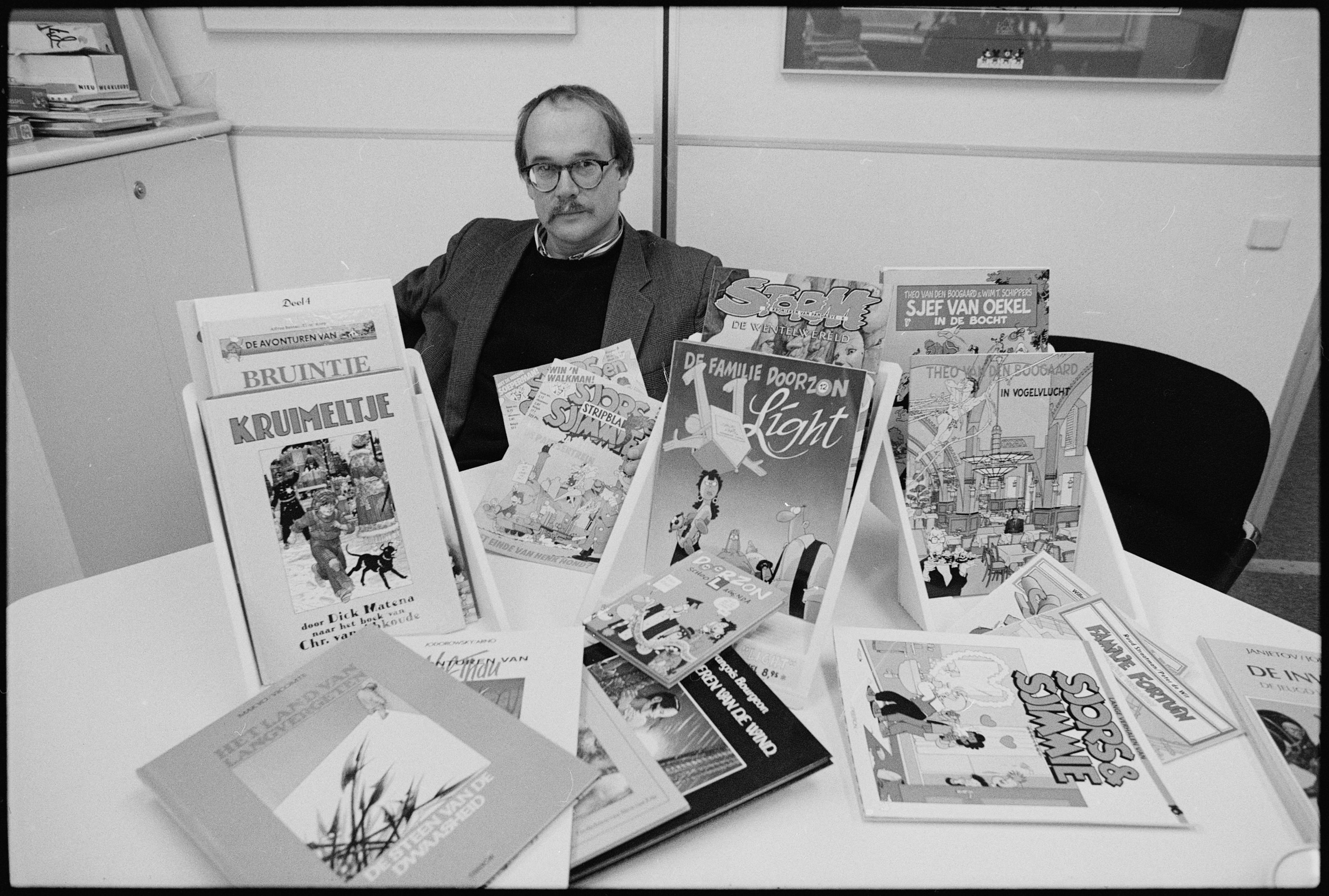
Cees de Groot éditeur de magazines de bandes dessinées

La bande dessinée néerlandaise désigne les bandes dessinées créées aux Pays-Bas. En néerlandais, les bandes dessinées sont généralement appelées strip (abréviation de stripverhaal), bien que le terme vieilli beeldverhaal soit utilisé à l'occasion ; le mot comic renvoie aux comic books et leurs dérivés.
Comme la Belgique compte beaucoup de locuteurs flamands, de nombreuses bandes dessinées belges et franco-belges paraissent aux Pays-Bas (y compris traduites en néerlandais). Toutefois, alors que les publications francophones sont souvent traduites vers le néerlandais, il est moins courant de voir des bandes dessinées néerlandaises traduites en français, peut-être en raison de différences culturelles. Les bandes dessinées flamandes peinent à percer le marché néerlandais et inversement — sauf exceptions notables, comme Bob et Bobette de Willy Vandersteen, qui est très populaire aussi bien chez les locuteurs flamands que chez les Néerlandais. En outre, la traduction de bandes dessinées néerlandaises est relativement peu fréquente, même si elles parviennent sur le marché francophone via la Belgique bilingue.

## Histoire

### Premières publications
À l'instar d'autres bandes dessinées européennes, les précurseurs de la bande dessinée néerlandaise sont les manuscrits médiévaux où les artistes dessinaient des séquences narratives en images accompagnées d'un texte descriptif ou même d'un phylactère. Au XIXe siècle, des dessins humoristiques présentent des illustrations, des caricatures et des gags qui se lisent de de manière séquentielle, préfigurant la bande dessinée. En 1866, Monsieur Cryptogame de Rodolphe Töpffer est traduit en néerlandais sous le titre Meneer Spillebeen et remporte un immense succès aux Pays-Bas. L'œuvre se compose de dessins dont la légende se situe au-dessous des vignettes. Ce format s'impose aux Pays-Bas jusqu'au milieu des années 1960 ; en effet, les gardiens de la morale estimaient que les bandes dessinées avaient au moins l'avantage d'inciter les enfants à lire le texte au lieu de se contenter des images. Même si les traductions de comic strips étaient populaires, aucun artiste néerlandais n'a percé avant la fin du XIXe siècle. L'un des premiers artistes considéré comme auteur de bande dessinée est Jan Linse : il dessine des séquences humoristiques, avec la légende au-dessous. Un autre pionnier est Daniël Hoeksema, qui a créé une œuvre dérivée de Monsieur Cryptogame : De Neef van Prikkebeen (1909),. La majorité des bandes dessinées néerlandaises des années 1880 aux années 1910 sont des satires politiques et sociales, ou bien des récits édifiants destinés à la jeunesse.

### Entre-deux-guerres: premières bandes dessinées néerlandaises
Les premières véritables bandes dessinées néerlandaises paraissent après la Première Guerre mondiale. De nombreux journaux et magazines transposent des œuvres populaires venues des États-Unis, de Grande-Bretagne et de France, comme Pim Pam Poum, Rupert, Bicot, Mickey Mouse : elles remportent un succès immédiat. Pour en bénéficier, la presse néerlandaise commence à engager des dessinateurs qui créent leurs propres bandes dessinées, où se distinguent des auteurs comme Henk Backer, A.M. de Jong (nl), George Van Raemdonck, Gerrit Th. Rotman et Arie Pleysier. Bulletje en Boonestaak (en) a remporté le meilleur succès à l'international : il s'agit de la première bande dessinée néerlandaise traduite en allemand (1924) et en français (1926). Cette œuvre a suscité de vives protestations chez les partisans de la morale en raison de son contenu anti-autoritaire, des scènes de nudité, de la violence et de l'humour vulgaire qui y figurent. L'accueil public favorable envers Tripje and Liezebertha de Backer conduit à la vente de nombreux produits dérivés.